# Jan Křížek (malíř)
Jan Křížek (31. července 1919 Dobroměřice – 9. února 1985 Tulle, Francie) byl český sochař a malíř. Většinu svého života prožil ve Francii. Podílel se na činnosti pařížské surrealistické skupiny. Jeho dílo bylo současníky zařazováno do uměleckého směru Art brut. Stýkal se s předními francouzskými umělci, mj. s Pablem Picassem či André Bretonem. Roku 1962 se přestěhoval z Paříže na venkov a zároveň natrvalo přestal umělecky tvořit.

## Život
Narodil se v Dobroměřicích u Loun v rodině učitele na tamní obecné škole. Roku 1927 onemocněl paratyfem. V letech 1930–1932 studoval na Arcibiskupském gymnáziu v Praze, 1933–1937 na státní reálce v Lounech. Po maturitě se zapsal na České vysoké učení technické, kde navázal celoživotní přátelství s Václavem Boštíkem. Po roce přestoupil na Akademii výtvarných umění, kde studoval v ateliéru Bohumila Kafky. Během války, po uzavření vysokých škol, bydlel v Praze. Roku 1946 studia na Akademii dokončil. O rok později se po desetileté známosti oženil s Jiřinou Batíkovou (1919–2010). V říjnu 1947 odjeli manželé do Paříže. Zde je zastihl Únor 1948. V jeho důsledku se oba rozhodli emigrovat. V roce 1948 byla Křížkovi v Paříži uspořádána první samostatná výstava. V září toho roku odjel Křížek na Azurové pobřeží, kde mohl díky Picassově intervenci pracovat v keramické dílně ve Vallauris.
V roce 1949 se Křížkovi vrátili do Paříže, kde žili s přestávkami až do roku 1962. Bydleli velmi prostě, až do roku 1957 v pokojíku pro služky. Zatímco Křížek tvořil, jeho žena byla zaměstnána nejprve u řeckého lékaře, od roku 1955 pak v luxusní čajovně v Latinské čtvrti. V té době navázali Křížkovi přátelství s Toyen, která bydlela nedaleko odtud. Roku 1953 poznal Křížek vlivného kritika Charlese Estienna, který ho začal propagovat. V důsledku toho měl Křížek v roce 1955 možnost účastnit se hned čtyř kolektivních výstav s takovými umělci, jako byli např. Man Ray, Yves Tanguy nebo Francis Picabia. Ke Křížkově samostatné výstavě v roce 1956 napsal Estienn úvodní text do katalogu. V témže roce získali Křížkovi statut uprchlíků.

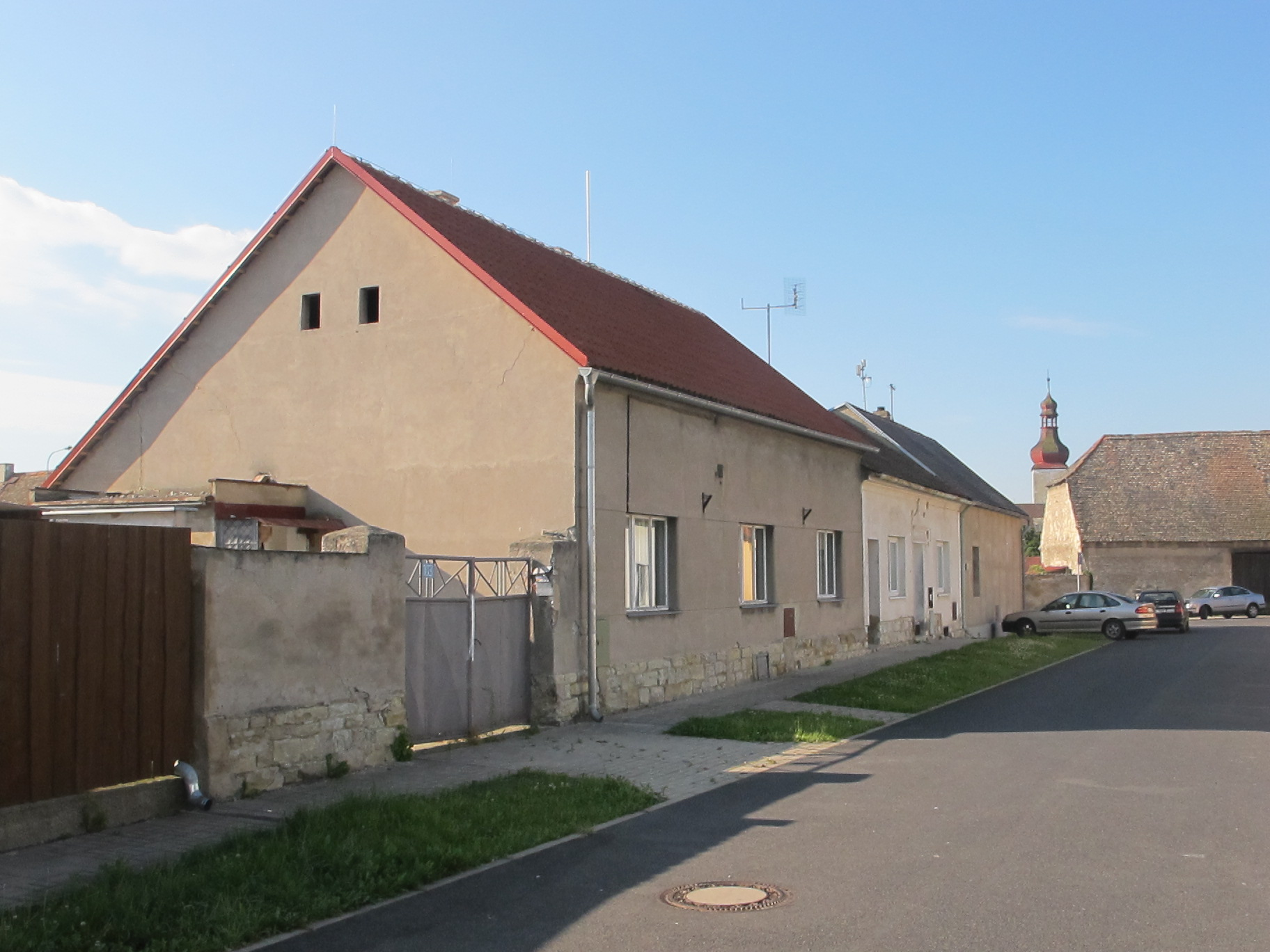
Křížkův rodný dům v Dobroměřicích čp. 103

 V roce 1956 se Křížek začal blíže stýkat s André Bretonem (jejich známost se datuje už od jeho první výstavy roku 1948) a občas docházel na schůzky surrealistické skupiny, kam ho přivedla Toyen. Rozdíly chápání podstaty umělecké tvorby mezi Křížkem a Bretonem odhaluje vzájemná korespondence z února až dubna 1959. Roku 1956 navštívili Křížka v Paříži Václav Boštík a malíř Jiří John. Od roku 1956 trávili Křížkovi prázdniny mimo Paříž, většinou v domech svých přátel. Pro Křížka to bývaly pracovní pobyty spojené se sochařskou tvorbou, k níž v pařížském bytě neměl podmínky. Za pobytu v Gordes v jižní Francii roku 1955 vytvořil asi 16 kamenných soch. O rok později strávili Křížkovi léto v Bretani, 1957 v Cheverny u Blois a v letech 1960 a 1961 v Alpách u Grenoblu.
V roce 1962 dospěl Křížek k názoru, že ve svém díle vyřešil všechny problémy, které ho zajímaly, a s uměleckou tvorbu skončil. Manželé se rozhodli žít na venkově. Finanční situace jim neumožňovala zakoupit domek. Křížkovi proto koupili pozemek v kraji Corréze nedaleko vesnice Goulles v místě jménem Le Bartheil. Křížek tam vlastnoručně postavil dřevěný domek a začal se živit včelařením, pěstováním zeleniny a chovem králíků. V roce 1968 ho zde navštívil Václav Boštík. V roce 1972 obdrželi Křížkovi od obce finanční příspěvek a zavedli si do domku elektřinu. Výstava, věnovaná roku 1984 činnosti Charlese Estienna, byla poslední za Křížkova života, které se zúčastnil svými pracemi. Roku 1985 zemřel na infarkt, pohřben je v Goulles. Vdova Jiřina Křížková domek i s pozemkem odkázala nadaci abbé Pierra, která jim roku 1956 pomohla vyřešit bytové problémy.

## Dílo
Křížek byl všestranný umělec. Plastická díla vytvářel ze dřeva, z kamene i pálené hlíny. V grafické tvorbě se vyjadřoval prostřednictvím linorytu. Technikou jeho kreseb byl kvaš, akvarel, tuš, tužka nebo tempera. Pokud vytvářel olejomalby, nejčastěji byla podkladem pytlovina. Bytostně byl Křížek sochař. Rozsáhlejší sochařskou tvorbu mu však neumožňovaly hmotné podmínky, ve kterých žil, i absence vhodného ateliéru.
Základním tématem Křížkovy tvorby byla lidská figura, především v podobě ženy. Zobrazil ji v nesčetných variacích některou z výše uvedených technik. Svá díla zásadně nepojmenovával. Každé z nich bylo dílčí etapou na cestě k poznání po povaze člověka jako takového. Bylo mu blízké pravěké a mimoevropské umění, respektoval Augusta Rodina, v mládí rovněž Rudolfa Kremličku. Křížkovo dílo je nezařaditelné do některého z uměleckých směrů. Jeho kresby jsou spontánní, na plastikách je patrný vliv mimoevropských kultur. Na Křížkova díla není zatím pro Wikipedii uvolněna licence. Je možné se s nimi seznámit na některém z externích odkazů.
Velká část Křížkovy písemné i tvůrčí pozůstalosti je v Čechách uložena ve dvou institucích: Galerii Benedikta Rejta v Lounech a Národní galerii. Jeho dílo se však nedochovalo úplné. Umělec jeho velkou část – plastiky i kresby – zničil, než se odstěhoval z Paříže na venkov.

## Výstavy (výběr)

### Samostatné
- 1948 Sculptures de Krizek, Foyer de l'art brut, Galerie René Drouin, Paříž
- 1956 Krizek, A l'Etoile scellée, Paříž
- 1958 Krizek, sculptures et peintures, Galerie Craven, Paříž
- 1959 Krizek, peinture, sculpture, Galerie Craven, Paříž
- 1999 Jan Křížek, Galerie Zdeněk Sklenář, Praha
- 1999 Jan Křížek: obrazy, sochy, keramika, Galerie moderního umění v Roudnici nad Labem; Francouzský institut v Praze
- 2001 Jan Křížek, Severočeská galerie výtvarného umění v Litoměřicích
- 2004 Jan Křížek, Galerie Benedikta Rejta v Lounech
- 2013 Jan Křížek a umělecká Paříž 50. let, Národní galerie v Praze

### Kolektivní
- 1947 Art brut, Foyer de l'art brut, Galerie René Drouin, Paříž
- 1949 Céramiques, sculptures et dessins de V. Ivanoff, Jean Krizek, Jacqueline Manou, Maria, Libraire André Pouget, Paříž
- 1958 Sculpture, Galerie Claude Bernard, Paříž (mj. s Duchampem, Picassem, Miróem, Braquem Ernstem)
- 1958 Collages, Aquarelles, Gouaches, Galerie Craven, Paříž (mj. s Picassem, Dubuffetem, Kleem, Schwittersem)
- 1959 Sei giovani pittori della scuola di Parigi, La Medusda studio d'arte contemporanea, Řím (putovní)
- 1962 Phases, peintures, sculptures, objets, collages, Galerie de l'Université, Paříž (mj. s Toyen)
- 1997 Mezi tradicí a experimentem. Práce na papíře a s papírem v českém výtvarném umění, Muzeum moderního umění – Trojlodí, Olomouc
- 2003 Václav Boštík, Jan Křížek, Jiří Mrázek, Galerie Benedikta Rejta v Lounech
- 2010 Jan Křížek a Václav Boštík – přátelé, Galerie Zdeněk Sklenář, Praha